# النساء والسراويل
منذ اعتماد السراويل في أوروبا الغربية في العصور القديمة المتأخرة، كانت السراويل تلبس إلى حد كبير من قبل الرجال وليس النساء حتى أوائل القرن العشرين.

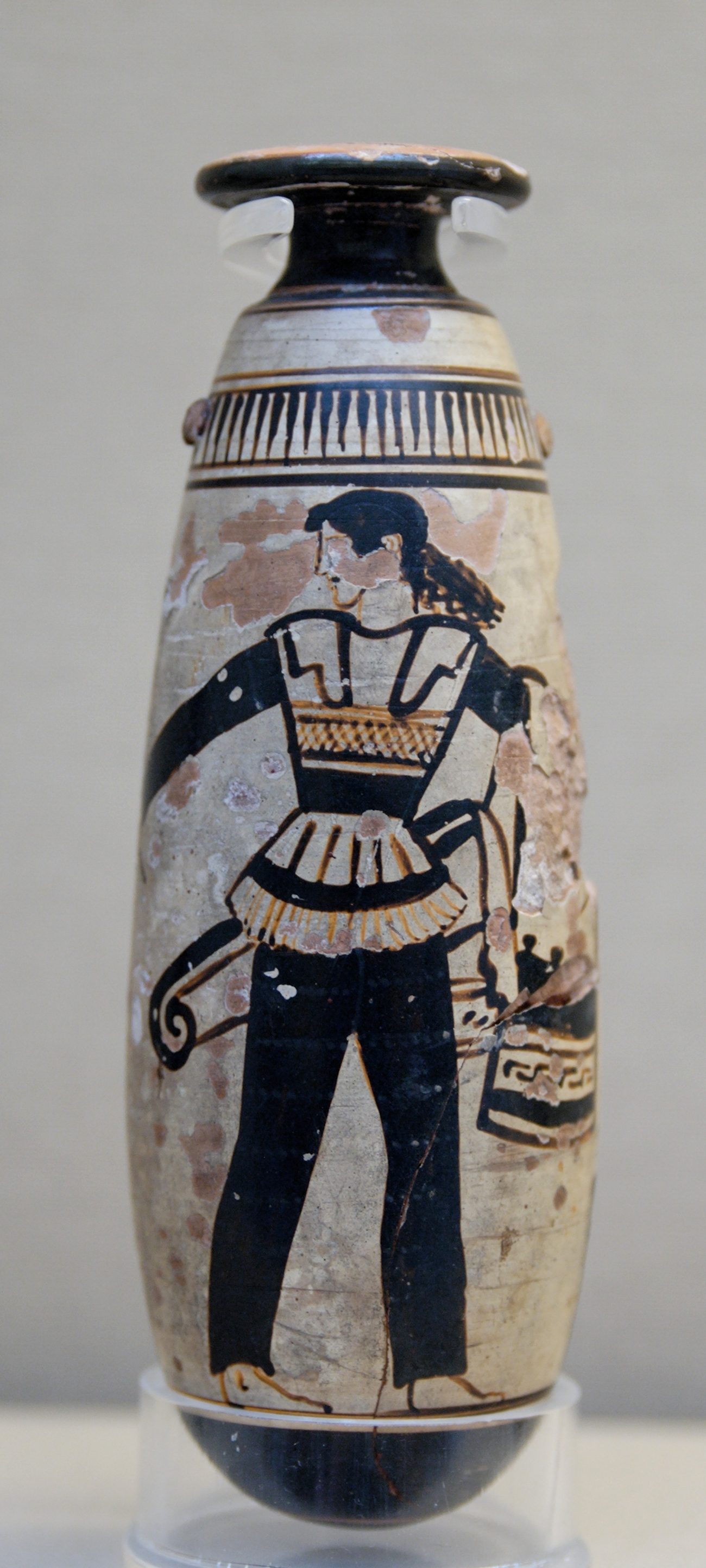
الأمازونيات يرتدين السراويل ويحملن الدروع مع القماش المزخرف المرفق مع جعبة. اليونان القديمة. 470 قبل الميلاد، المتحف البريطاني، لندن

في عام 1919، تحدت لويزا كابيتيلو التيار الرئيسي للمجتمع قبل أن تصبح أول امرأة في بويرتو ريكو ترتدي السراويل في الأماكن العامة. وقد أودعت لويزا السجن لمدة ما كان يعتبر «جريمة»، ولكن القاضي أسقط التهم الموجهة لها في وقت لاحق.
ترتدي النساء بشكل متزايد السراويل كما في الرياضة في العشرينيات الثلاثينيات من القرن العشرين. في الطيران في وقت مبكر من القرن العشرين كانت النساء الطيارات وغيرهن من النساء العاملات في كثير من الأحيان يرتدين البنطلون. الممثلات مارلين ديتريش وكاثرين هيبورن كثيرا ما صورن في السراويل في 1930s. خلال الحرب العالمية الثانية، أرتدت النساء العاملات في العمل الصناعي في خدمة الحرب سراويل أزواجهن (غيرت بشكل مناسب)، وخلال حقبة ما بعد الحرب ما زالت السراويل ترتدى كلباس عفوي مشترك في الحدائق، والتواصل الأجتماعي، وغيرها من الانشطة الترفيهية.
وبالمثل، في بريطانيا خلال الحرب العالمية الثانية، بسبب تقنين الملابس، أخذت الكثير من النساء بأرتداء ملابس أزواجهن المدنية للعمل بينما كان الأزوج بعيدا في القوات المسلحة. كان ذلك جزئيا لأنها كانت تُرى على أنها ملابس العمل، وجزئيا للسماح للنساء للحفاظ على ملابسهن لأستخدامات أخرى. بارتداء ملابس الرجال في الخارج، في حالة هناك حاجة إلى الأستبدال، بحيث أنه بحلول صيف عام 1944 ذُكر أن مبيعات السراويل النسائية كانت خمس مرات أكثر مما كانت عليه في العام السابق.
في الستينيات، قدم أندريه كوريجيز الجينز للنساء، مما أدى إلى عصر تصميم الجينز.
في عام 1969 النائبة شارلوت ريد أصبحت أول امرأة ترتدي السروال في الكونغرس الأمريكي
بات نيكسون أول سيدة أولى أمريكية ترتدي السراويل في الأماكن العامة.
لفترة في السبعينيات، أصبحت السراويل مألوف جدا بالنسبة للمرأة. في الولايات المتحدة، وهذا قد يكون راجعا إلى مرور العنوان التاسع من تعديلات التعليم لسنة 1972، الذي أعلن بموجبه أن الفساتين لا يمكن أن تُطلب من الفتيات. اللباس الذي تم تغييره في المدارس الحكومية في جميع أنحاء الولايات المتحدة.
في عام 1989 أصبحت سناتور ولاية كاليفورنيا ريبيكا مورغان أول امرأة تقوم بأرتداء السراويل في مجلس شيوخ ولاية أمريكية.
كانت هيلاري كلينتون أول امرأة ترتدي السراويل بصورة رسمية كسيدة أولى أمريكية.
ولم يسمح للنساء بارتداء سراويل في مجلس الشيوخ الأمريكي حتى عام 1993. وفي عام 1993 ، أرتدت كلاً من أعضاء مجلس الشيوخ باربرا ميكولسكي وكارول موسلي براون السراويل على الأرض في تحد للحُكم وتبعهن بعد فترة وجيزة فريق دعم نسائي، مع البدء بأجراء تعديلات عل الحُكم في وقت لاحق من ذلك العام من قبل السيناتور والرقيب مارثا بوب للسماح للنساء بارتداء السراويل طالما يرتدين أيضا سترة.
منذ عام 2004 سمح الاتحاد الدولي للتزلج للنساء بأرتداء السراويل بدلا من التنانير في المنافسة إذا رغبنَّ في ذلك.
في عام 2012 بدأت شرطة الخيالة الملكية الكندية بالسماح للنساء بارتداء السراويل والأحذية مع زيهن الرسمي.
حتى عام 2016 كان مطلوبا من بعض أعضاء الطاقم النسائي على متن الخطوط الجوية البريطانية بأرتداء «السفير» قياسية موحدة للخطوط الجوية البريطانية، التي لم تدرج السراويل تقليديا.

## الحظر

### الخطوط الجوية البريطانية
حتى عام 2016 كان مطلوبا بعض أعضاء الطاقم النسائي على متن الخطوط الجوية البريطانية بأرتداء «السفير» قياسية موحدة للخطوط الجوية البريطانية، التي لم يدرج السراويل تقليديا.

### الرقص
تتطلب العديد من أشكال الرقص من الإناث على ارتداء التنانير أو الفساتين، إما عن طريق اتفاقية أو قواعد المنافسة. في رقص المرتفعات الاسكتلندية على سبيل المثال، لا تلبس المرأة التريوس، ولكن بدلا من ذلك ترتدي تنورة أو فستان بما في ذلك اللباس ابوين (للرقصات وطنية) أو الزي القائم على النقبة لرقصات المرتفعات. ومع ذلك، التريوس الترتان يمكن أن ترتديه النساء في الولايات المتحدة.

### الدين
وهناك عدد من الأديان التي تحرم على النساء من كشف أرجلهن، وتتطلب جميع النساء والفتيات في كثير من الأحيان من الشباب عدم ارتداء السراويل ولكن ثوبا طويلاً. على النقيض من ذلك أغلبية كبيرة من السيخ في كثير من الأحيان يعتقدوا بتفضيل ارتداء السراويل للنساء السيخ للحفاظ على التواضع.
على الرغم من أن العديد من المينونايت المعاصرة ليس لها قواعد اللباس، بين، المينونايت المحافظة التقليدية، التي يشار إليها أحيانا باسم «نظام المينونايت القديم»، يتطلب التنانير الطويلة أو الفساتين التي تغطي معظم الساقين. كما ارتداء الفساتين والتنانير لأنهم يعتقدون ينبغي التمييز بين الرجال والنساء عن بعضهم البعض. «سفر التثنية 22: 5 المرأة لا يجوز لها ارتداء ما يتعلق بالرجل، ولا يجوز للرجل أرتداء ثوب امرأة لأن كل من يفعل ذلك مكروه قال الرب إلهك». (ترجمة الملك جيمس) مؤتمرات المحافظة عادة ما تطلب من النساء ارتداء نمط معين من اللباس. كما هو عادة في نمط لباس الرأس، مع غطاء مزدوج. معظم المؤتمرات غير المحافظة تسمح بأرتداء سراويل النساء.
- الخمسينية الوحدانية:

المرأة الخمسينية تختار ارتداء التنانير بسبب وصية الكتاب المقدس أن المرأة يجب أن لا ترتدي ملابس رجالية. ومع ذلك، هذا إلزامي.
- يهودية أرثوذكسية:

في العقيدة اليهودية الأرثوذكسية، تعتبر المسافة بين الساقين للمرأة منطقة خاصة، وبالتالي، يجب أن تكون مشمولة من قبل الملابس. ومع ذلك، في الثقافات الأخرى أرتداء ملابس رجالية ممنوع في الكتاب المقدس تحت حظر لو سابليش («لا يجوز للمرأة ارتداء ما يخص الرجل»، تثنية 22: 5). في بعض المجتمعات اليهودية، مثل اليهود من الدول العربية والمجتمعات الأرثوذكسية الحديثة، علل ذلك بأن السراويل توفر استمارة اضافية من التواضع.
- كاثوليكية تقليدية:

في 13 تشرين الثاني 866، كتب البابا نيقولا الأول إلى الملك بوريس الأول إمبراطور بلغاريا: «سواء كنت أو نساءكم ترتدون أو لا ترتدون السراويل لا يعوق خلاصك ولا يؤدي إلى زيادة فضيلتك». وتحدث بعض أعضاء جمعية القديس بيوس العاشر بتفضيل ارتداء المرأة التنانير بدلا من السراويل. كما تم ذكرها من قبل الكاردينال سيري كمبرر للنساء بأرتداء التنانير والفساتين. وبالإضافة إلى ذلك، ذكر القديس توما الأكويني، اللاهوتي الرئيسي للكنيسة، أن «الملابس الخارجية ينبغي أن تكون متسقة مع حالة الشخص، بحسب العرف العام. وبالتالي هو في حد ذاته خاطئ بالنسبة للمرأة أن تلبس ملابس الرجل، أو العكس بالعكس؛ ويحظر صراحة في القانون (تثنية 22)...»

### الزي المدرسي
معظم المدارس في المملكة المتحدة تسمح للتلميذات بأرتداء السراويل، ولكن لا تزال العديد من الفتيات يرتدينَّ التنانير في المدارس الابتدائية والثانوية، حتى عندما يخيرنَّ بالسراويل. في أواخر القرن العشرين، بدأت العديد من المدارس بتغيير قواعدها للزي الموحد بالسماح للسراويل للفتيات وسط معارضة سياسات التنانير فقط. وعلى الرغم من قبول عادة أن الفتيات يرتدينَّ السراويل إلى المدرسة، لا يعرف حالة اختبار ليتم عرضها أمام المحاكم، مما يجعل الوضع القانوني غير مؤكد على تطلب التنانير كجزء من الزي الرسمي للفتيات. ولا يزال ينفذ الحكم في العديد من المدارس، خاصة المدارس المستقلة وانتقائية الدولة. في الواقع، المبادئ التوجيهية الحكومية صريحة بقرار السماح للفتيات بارتداء السراويل في المدارس الفردية.

## القوانين

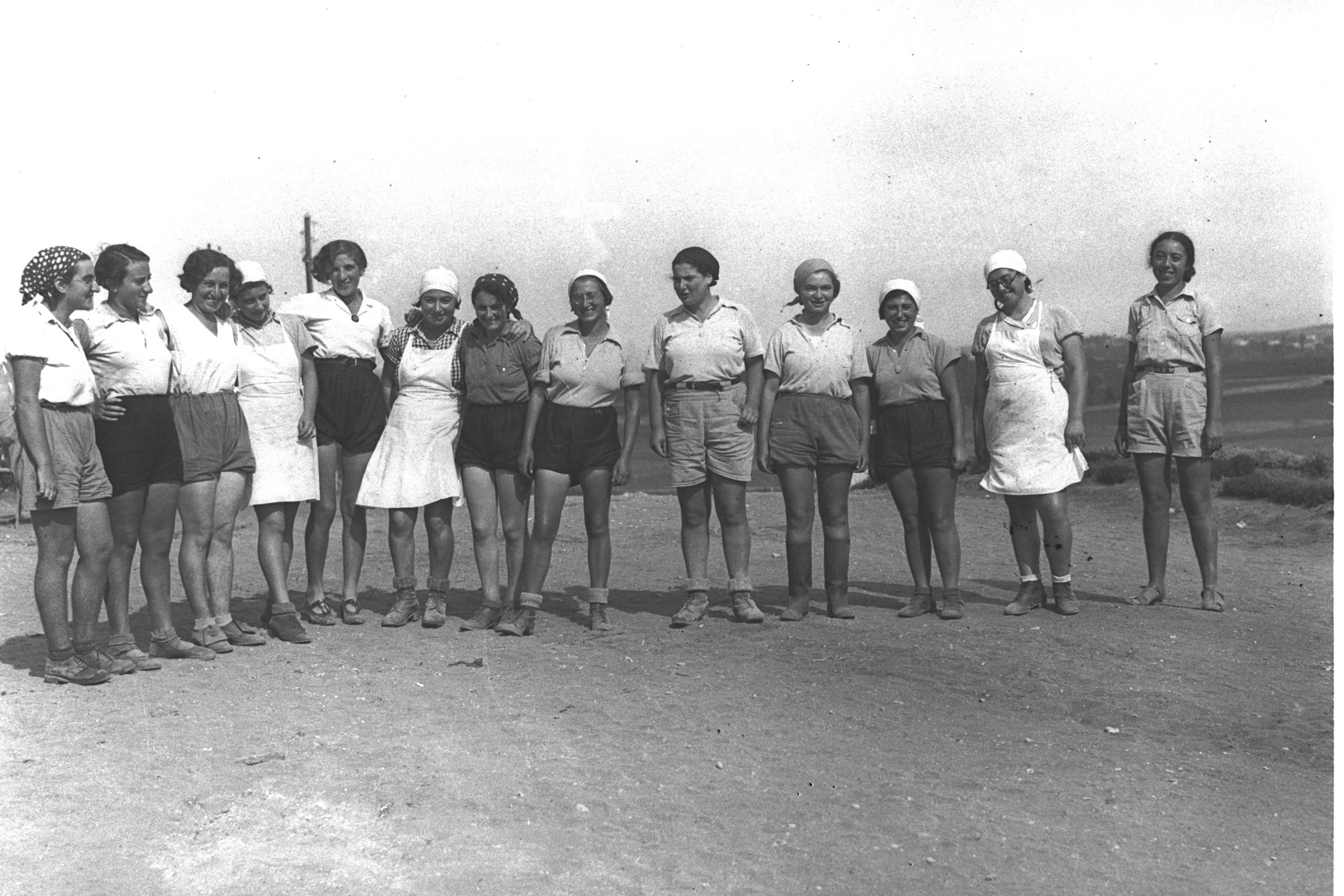
مجموعة من طالبات مدرسة ويزو الزراعية للبنات في عينوت

### فرنسا
في عام 2013، أعلن رسميا إلغاء اللائحة التي تلزم المرأة في باريس، فرنسا لطلب إذن من سلطات المدينة قبل «خلع الملابس مثل الرجال»، بما في ذلك ارتداء السراويل (مع بعض الاستثناءات لتلك «قيادة الدراجة أو على الحصان») وزيرة حقوق المرأة الفرنسية، نجاة فالو بلقاسم. كان الهدف من اللائحة أصلاً لمنع النساء من ارتداء البناطيل المألوفة من قبل المتمردين الباريسيين في الثورة الفرنسية.

### الهند
في عام 2014، حكمت محكمة الأسرة الهندية في مومباي أن الزوج يعترض على زوجته ارتداء قرطق والجينز ويجبرها على ارتداء الساري بالقسوة من قبل الزوج ويمكن أن يكون خلفية لطلب الطلاق. وهكذا منح الزوجة على الطلاق على أرض الواقع من القسوة على النحو المحدد في المادة 27 (1) (د) من قانون الزواج الخاص، 1954.

### إيطاليا
في روما في عام 1992، أتهم مدرب القيادة البالغ من العمر 45 عاما بالأغتصاب. عندما التقط فتاة تبلغ من العمر 18 عاما لأول درس قيادة لها، وقال انه اغتصبها لمدة ساعة، ثم قال لها أنه إذا أخبرت أحدا سيقتلها. في وقت لاحق من تلك الليلة قالت لوالديها ووافق والديها بمساعدة في اتهامات الصحافة بتهمتها. في حين أدين المغتصب المزعوم وحكم عليه بالسجن، ألغت محكمة النقض الإيطالية القناعة في عام 1998 لأن الضحية كانت ترتدى الجينز الضيق. وقيل إنه يجب أن يكون بالضرورة بوجود مساعدة للمعتدي عليها لإزالة سروالها، مما يجعل الفعل توافقي («لأن الضحية أرتدت الجينز، الضيق جداً، وكان عليها أن تتلقى المساعدة على إزالتها... وعن طريق إزالة الجينز... لم يعد الاغتصاب ولكن ممارسة الجنس بالتراضي»). وذكرت محكمة النقض الإيطالية في قرارها «بل هو حقيقة من الخبرة المشتركة أنه من المستحيل تقريباً خلع الجينز الضيق حتى جزئيا دون تعاون فعال من الشخص الذي يرتديه.» وأثار هذا الحكم احتجاج نسائي على نطاق واسع. في اليوم التالي للقرار، تظاهرت النساء في البرلمان الإيطالي من خلال ارتداء الجينز ويحملون لافتات كتب عليها «جينز: ذريعة للاغتصاب» وكدليل على الدعم، تلته سيناتورة ولاية كاليفورنيا والجمعية باتريشيا جيغانز بالحذو حذوها. المديرة التنفيذية للجنة لوس انجليس يوم الاعتداءات ضد المرأة، (الآن سلام على العنف) صانعة يوم الدينيم حدثا سنويا. اعتبارا من عام 2011 تعترف مالا يقل عن 20 ولاية أمريكية رسميا بيوم الدينيم في أبريل نيسان. أصبح ارتداء الجينز في هذا اليوم رمزا دوليا للاحتجاج ضد المواقف الخاطئة والمدمرة حول الاعتداء الجنسي. اعتبارا من عام 2008 ألغت محكمة النقض الإيطالية النتائج التي توصلوا إليها، ولم يدوم «الدنيم» للدفاع عن تهمة الاغتصاب.

### مالاوي
في مالاوي لم يسمح للنساء قانونياً بأرتداء السراويل تحت حكم الرئيس كاموزو باندا حتى عام 1994. وقد تم تقديم هذا القانون في عام 1965.

### بورتو ريكو
في عام 1919، تحدت لويزا كابيتيلو التيار الرئيسي للمجتمع قبل أن تصبح أول امرأة في بورتو ريكو تقوم بأرتداء السراويل في الأماكن العامة. وقد أودعت لويزا السجن لمدة ما كان يعتبر جريمة، ولكن القاضي اسقط في وقت لاحق التهم الموجهة لها.

### تركيا
في عام 2013، أنهى البرلمان التركي فرض حظر على النساء المشرعات ارتداء السراويل في جمعيتها.

### السودان
في السودان، المادة 152 من مذكرة القانون الجنائي لسنة 1991 يحظر ارتداء «ملابس فاضحة» في الأماكن العامة. وقد استخدم هذا القانون لأعتقال ومحاكمة نساء يرتدين سراويل. وألقي القبض على ثلاثة عشر امرأة من بينهن الصحفية لبنى الحسين في الخرطوم في يوليو 2009 لارتدائها البنطلون. أدينت عشرة من النساء وتم جلدهن بعشرة جلدات وغرامة قدرها 250 جنيه سوداني لكل منهنَّ. وتَعتبر لبنى الحسين نفسها مسلمة جيدة وتؤكد «الإسلام لا يقول ما إذا كانت المرأة يمكنها ارتداء السراويل أو لا. أنا لست خائفة من أن أجلد. فإنه لا يضر. ولكنه مهين.» وقد وجدت في نهاية المطاف مذنبة وتم تغريمها ما يعادل 200 $ بدلا من جلد.

### الولايات المتحدة الأمريكية
أعلنت المادة التاسعة من تعديلات التعليم لسنة 1972 أن الفساتين لا يمكن أن تُطلب من الفتيات. اللباس الذي تم تغييره في المدارس الحكومية في جميع أنحاء الولايات المتحدة.
ولم يسمح للنساء بارتداء سراويل في مجلس الشيوخ الأمريكي حتى عام 1993. وفي عام 1993، أرتدت عضوات مجلس الشيوخ باربرا ميكولسكي وكارول موسلي براون السراويل على الأرض في تحد للحكم ودعمن بفريق من الإناث جاء بعد فترة وجيزة، جرى تعديل في وقت لاحق من ذلك العام من قبل السيناتور والرقيب مارثا بوب بالسماح للنساء بارتداء السراويل على الأرض طالما كنَّ يرتدين السترة أيضاً.
في ولاية كاليفورنيا، قسم قانون الحكومة 12947.5 (جزء من قانون الإسكان كاليفورنيا التوظيف العادل) يحمي صراحة الحق في ارتداء البناطيل (كما يطلق عليه في الإنجليزية الأمريكية للسروال).